# ناف
ناف (به انگلیسی: Navel) جایی قرار گرفته است که در واقع بندناف در داخل رحم در آنجا به شکم جنین وصل بوده است. بندناف که جفت را به جنین متصل کرده بعد از تولد از نوزاد جدا می‌شود. برای جدا کردن بند ناف از دو پنس استفاده می‌کنند و بین آن دو را می‌برند. پنس دیگری نزدیک شکم نوزاد قرار داده می‌شود که بعد از دو روز برداشته خواهد شد. بندناف باقی‌مانده طی ۱۵ روز خشک شده و می‌افتد و به جای آن حفره‌ای طبیعی به جای می‌ماند. البته برخلاف تصور عامه مردم شکل ناف در اثر بریدن بند ناف به وجود نمی‌آید و پیش از این در شکم مادر حالت ناف شکل گرفته است. شکل ناف در میان مردم مختلف متفاوت است و اندازه آن بین ۱٫۵ تا ۲ سانتی‌متر است. تمام پستانداران جفت‌زیست ناف دارند. ناف در انسان‌ها به سادگی دیده می‌شود.
در انسان‌ها ناف به دو صورت وجود دارد:
1. فرورفته
2. بیرون‌زده

## مواظبت ناف نوزاد
محل بریده‌شدهٔ بند ناف را باید خشک و تمیز نگاه داشت و به پانسمان آن دست نزد، مگر اینکه به کثافات بچه آغشته شده باشد. در این صورت می‌توان ناف و پیرامون آن را با محلول ضد عفونی رقیق مثل محلول «مرکورکرم» یا «اسید بوریک» شسته و سپس گرد «پنی‌سیلین» یا «سلفامی باین ترتیب ضد عفونی کرده آن را بپوشانند. بدین طریق می‌توان همیشه محل پانسمان را خشک نگاه داشت و از مالیدن داروهای روغنی باید خودداری نمود، برای جلوگیری از جابجا شدن پانسمان لازم است با یک پارچهٔ پهن که به دور شکم بسته می‌شود آن را ثابت نگاه‌داشت و از به کار بردن مواد چسب‌دار خودداری کرد.
بعد از افتادن ناف بهتر است یکی دو روز دیگر نیز محل آن را پانسمان نمود، معمولاً، ناف روز دهم تا دوازدهم می‌افتد.